# What Happened to Virgil
«What Happened to Virgil» — пісня американського репера Lil Durk з його сьомого студійного альбому 7220, виданого 11 березня 2022 р.

## Передісторія
Пісня вшановує модельєра та підприємця Вірджила Абло, Деркового брата D Thang та репера King Von. Абло помер у листопаді 2021 року. Він був другом Дерка. Після релізу пісня стала використовуватися у популярних роликах на TikTok. Дерк пообіцяв випустити кліп на пісню після 10 тис. публікацій з нею на TikTok.

## Відеокліп
Прем'єра відео сталася 12 квітня 2022 року. Режисер: Коул Беннетт. Кліп відкривається цитатою Абло: «Життя настільки коротке, що не можна витрачати навіть одного дня на те, щоб погоджуватися з тим, що хтось думає про ваші можливості, на противагу вашим знанням про свої можливості». У відео Дерк і Gunna читають реп на тлі численних декорацій, натхненних роботами Абло, зокрема біля Дрейкового реактивного  авіалайнера Air Drake (розмальований Абло), на червоному даху, що повторює Louis Dreamhouse з одного з останніх проєктів Абло для Louis Vuitton, та на складі, наповненому квітами з чарівним зростанням. Наприкінці відео пояснюється, як кожна із цих декорацій пов'язана з Абло.

## Чарти
| Чарт(2022–2023)                           | Найвища позиція |
| ----------------------------------------- | --------------- |
| Канада (Canadian Hot 100)                 | 65              |
| Billboard Global 200                      | 35              |
| New Zealand Hot Singles (RMNZ)            | 36              |
| Nigeria TurnTable Top 100                 | 70              |
| Південна Африка (TOSAC)                   | 67              |
| Велика Британія (Official Charts Company) | 70              |
| США (Billboard Hot 100)                   | 22              |
| США (Hot R&B/Hip-Hop Songs) (Billboard)   | 6               |
| США (Rhythmic) (Billboard)                | 31              |

| Чарт (2022)                          | Позиція |
| ------------------------------------ | ------- |
| US Billboard Hot 100                 | 83      |
| US Hot R&B/Hip-Hop Songs (Billboard) | 22      |

## Сертифікації
| Регіон                                                      | Сертифікація | Продажі |
| ----------------------------------------------------------- | ------------ | ------- |
| США (RIAA)                                                  | Золотий      | 500 000 |
| продажі+прослуховування, що базуються лише на сертифікаціях |              |         |